# 아욱
아욱(Malva verticillata, Chinese mallow 또는 cluster mallow)은 주로 온대·아열대 지방에 분포하는 한두해살이풀로 동규(冬葵)라고도 한다.

## 생태
한국에서는 1-2년생이지만 따뜻한 지방에서는 여러해살이다. 높이 60-90cm이며 줄기는 곧게 선다. 잎은 어긋나며 5-7개로 갈라지고 가장자리에 둔한 톱니가 있다. 꽃은 봄부터 가을까지 피며 연분홍색 또는 백색이고 잎겨드랑이에서 모여 달린다. 꽃잎은 5개로서 끝이 파지고 꽃받침은 5개로 갈라지며 작은포엽은 3개인데 넓은 선형이다. 열매는 삭과이며 꽃받침으로 싸여 있다.

## 쓰임새
봄부터 여름에 걸쳐 어린 줄기와 잎은 국거리로 쓰여 옛날에는 중요한 채소로 재배했다. 씨는 한방에서 이뇨제·완하제·최유제 등의 약재로 쓴다.

## 사진

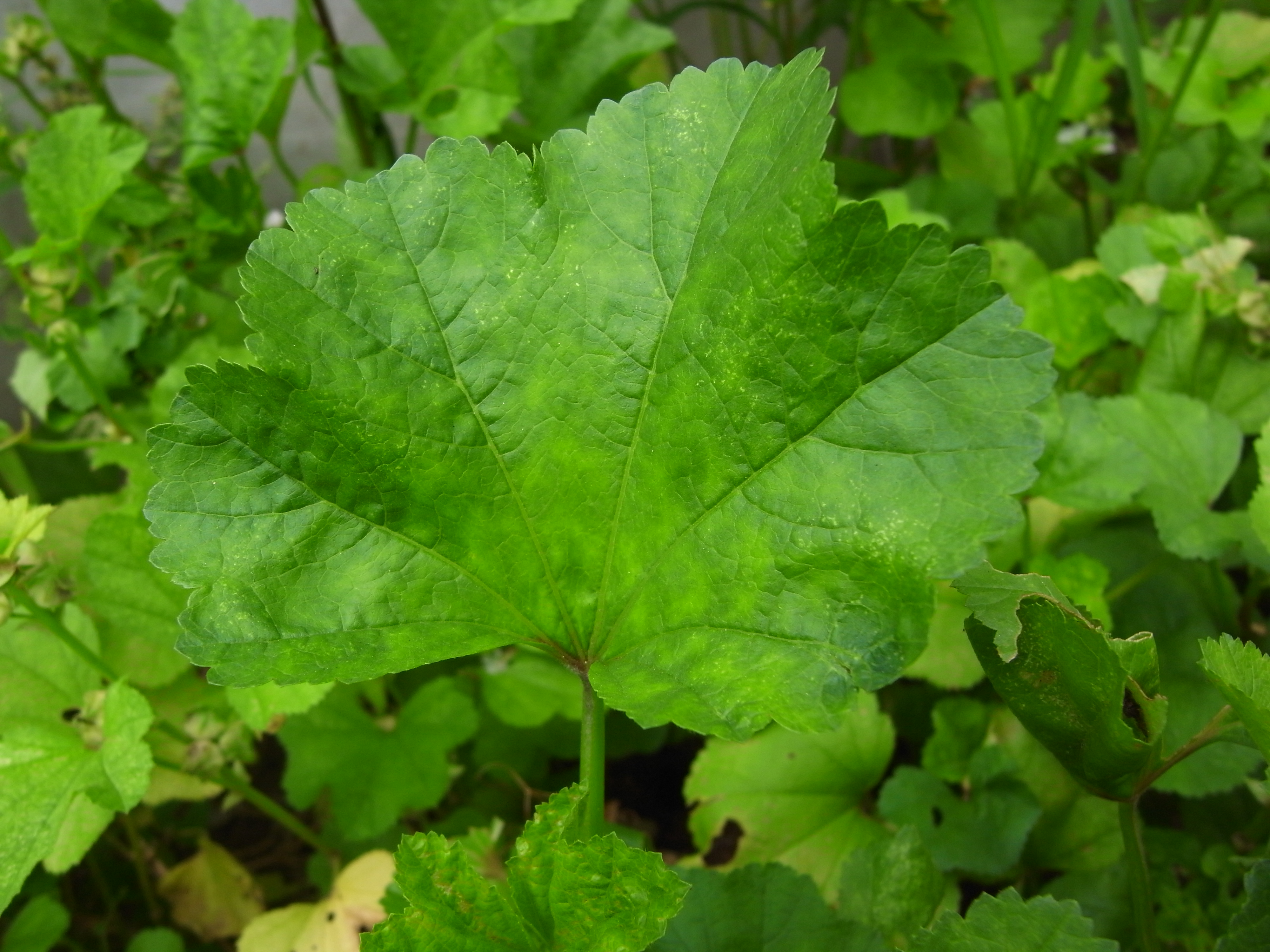
잎
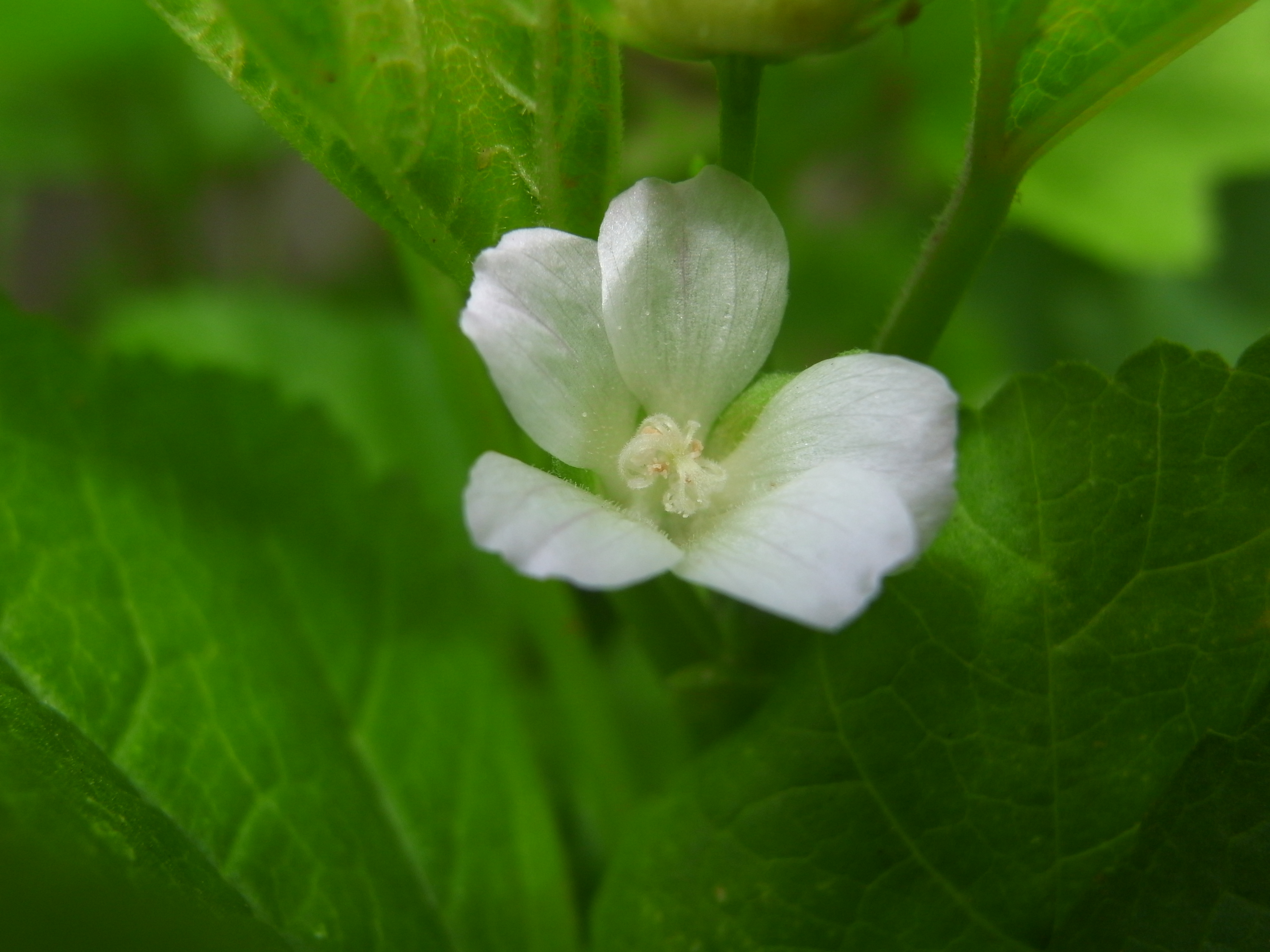
꽃

## 참고 문헌
- 이 문서에는 다음커뮤니케이션(현 카카오)에서 GFDL 또는 CC-SA 라이선스로 배포한 글로벌 세계대백과사전의 내용을 기초로 작성된 글이 포함되어 있습니다.